# Asia Motors
Asia Motors industries,  -comercializada como Asia Motors- en coreano: 아시아자동차 ( pronunciación en coreano: /aɕʰia dʑadoŋtɕʰa/)-, fue un fabricante automovilístico de Corea del Sur fundado en 1965, filial de  Kia Motors desde 1976 y y desaparecido en 1999 con la integración de Kia en el grupo Hyundai

## Historia

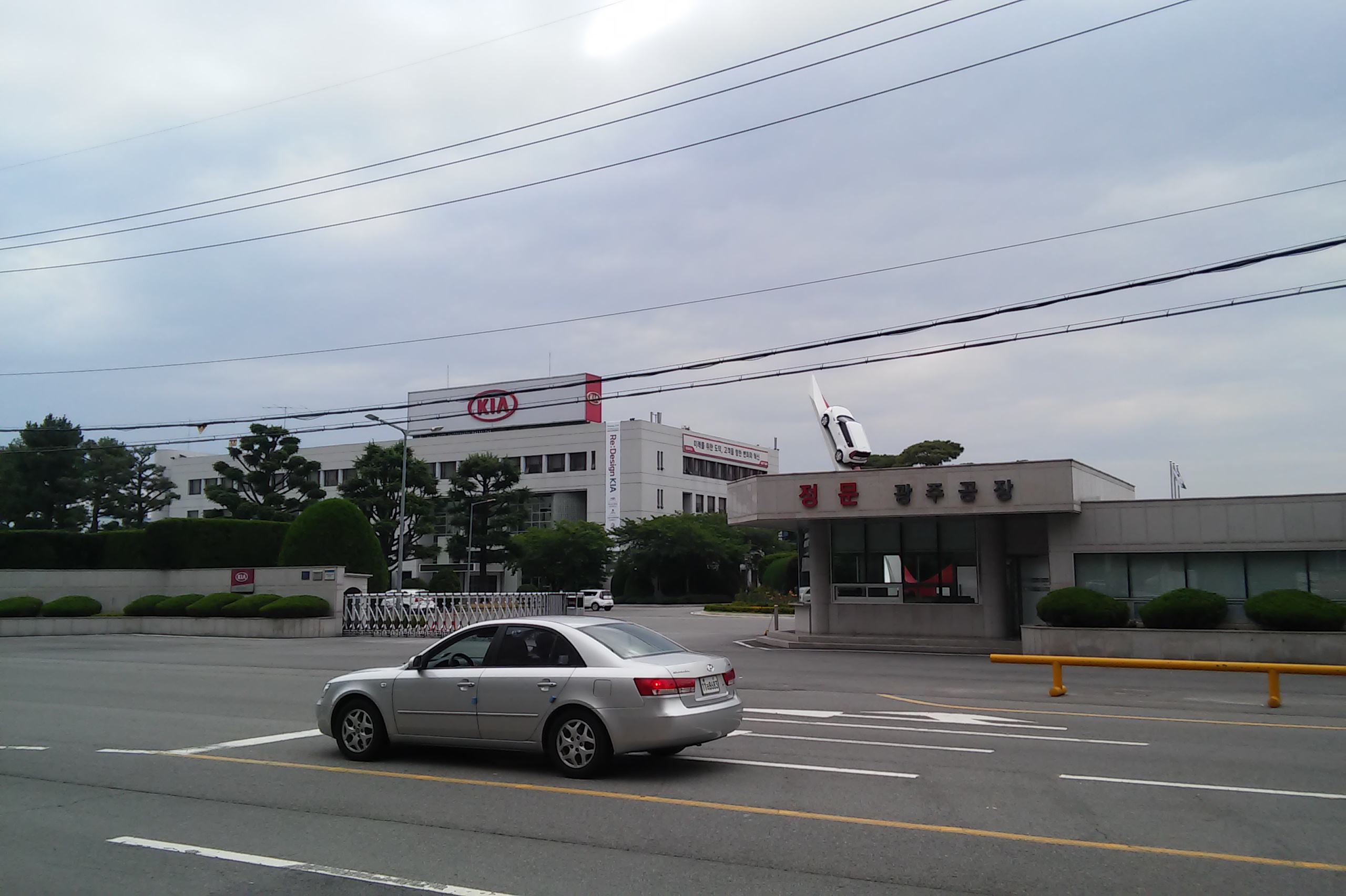
Kia Gwangju. Antigua planta de motores de Asia Motors en una imagen de 2016

En 1962, en el seno de su primer plan quinquenal, el gobierno surcoreano decide eximir de impuestos la importación de vehículos para ser montados localmente en régimen  CKD . 
A raíz de estos incentivos, Asia Motors Industries se funda en Gwangju en 1965. En 1969, es adquirida por Dongkuk Steel.
La compañía inicialmente fabricaba vehículos militares, camiones y autobuses pero pronto negocia con Fiat para el montaje del Fiat 124 a partir de 1970. 
En los años 70 la compañía diversifica su gama montando caminiones y buses de distintos tamaños y vehículos todo terreno ligeros para uso tanto militar como civil (Asia Rocsta/Kia Retona). 
En 1973, el gobierno de Corea del Sur lanzó un plan para promover la producción de vehículos de bajo coste destinados a la exportación. Asia Motos fue incapaz de satisfacer las condiciones del plan, perdiendo sus permisos de producción lo que llevó a su adquisición por Kia en 1976 a cambio de la adjudicación de un vehículo militar para el ejercito. 
En 1978, Asia Motors firma un acuerdo con Hino Motores de Japón con el objetivo de conseguir economía de escala para su gama producida en volúmennes muy bajos.  Con la adquisición de Kia por Hyundai en 1999, Asia desparece pasando el todoterreno Rocsta a ser producido directamente por Kia como Retona [Cita necesitada]

## Vehículos

### Vehículos de pasajeros

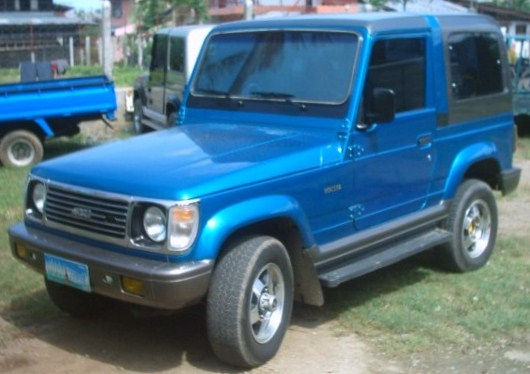
Asia Rocsta en las Filipinas

- Fiat 124
- Rocsta
- Retona

### Furgonetas
ASIA TOWNER
ASIA TOPIC
ASIA PREGIO
ASIA COMBI
ENTRE OTROS

### Autobuses de tamaño pequeño y medio

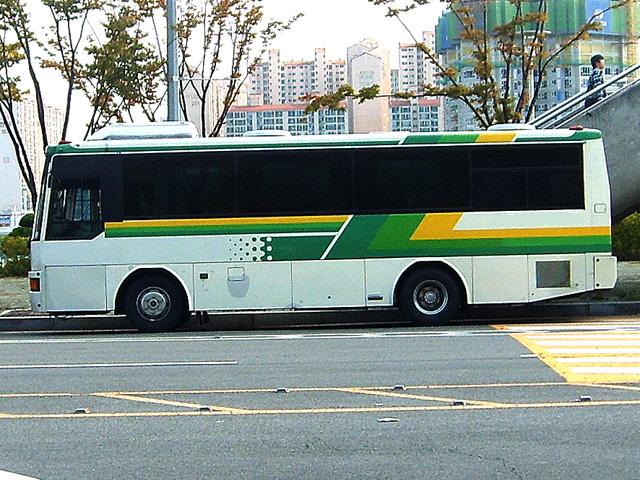
Asia Cosmos SOY818.

- Asia Combi (SOY805/815/825)
- Asia SOY808
- Cosmos de Asia (SOY818)

### Autobuses grandes

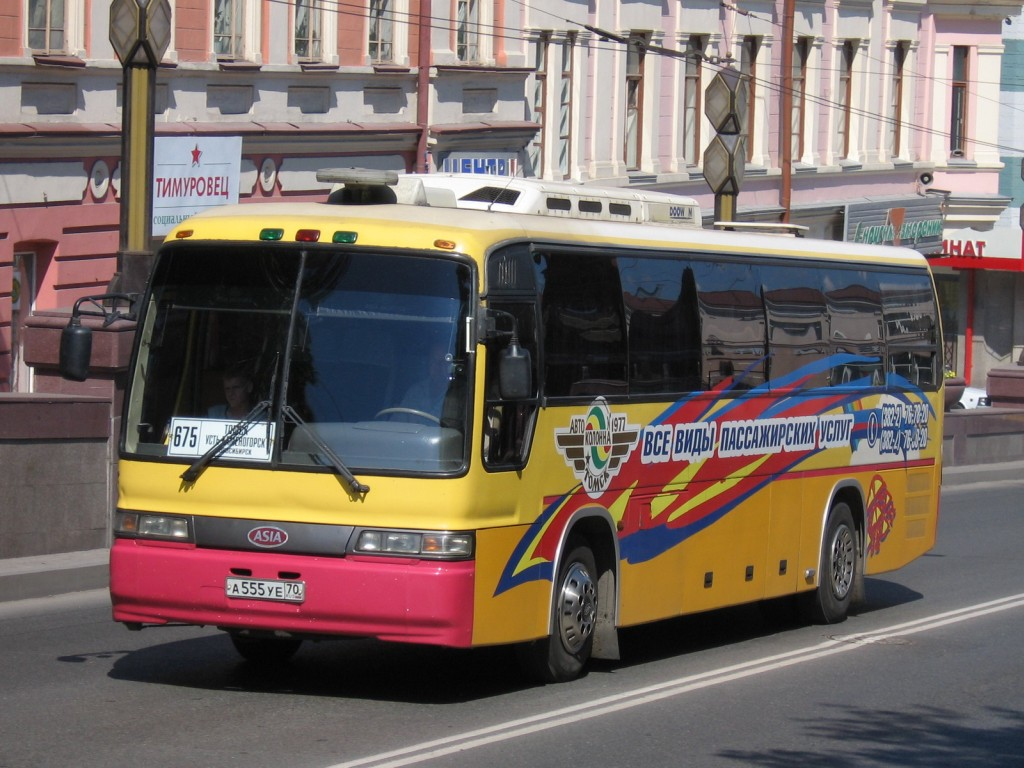
Asia Granbird en Rusia

- Asia SOY927 / SOY937 / SOY928 (bus urbano), SOY929, SOY939, SOY949 (Granbird)

### Camiones
- Asia Granto (SOY) camión
- Asia SOY420

### Otros
- KM900 APC - versión de licencia del Fiat 6614 Personal Blindado Transportista para República de Ejército de Corea.
- Massey Ferguson 362Un - Motores de Asia también reunieron/distribuidos Massey Ferguson tractores.
- Massey Ferguson 390Un - Motores de Asia también reunieron/distribuidos Massey Ferguson tractores.